# 阿拉尼亚 (帕维亚省)
阿拉尼亚（義大利語：Alagna）是意大利伦巴第大区帕維亞省的市镇。面积为8.6平方公里，2004年人口数量为876人。